# Recopa Gaúcha 2023
In 2023 werd de tiende Recopa Gaúcha tussen de kampioen van de staatscompetitie en de Copa FGF gespeeld. De competitie werd georganiseerd door de FGF. Grêmio werd de winnaar.  
De wedstrijd kreeg meer aandacht dan anders omdat vedette Luis Suárez zijn debuut maakte voor de club. Hij scoorde binnen de 37 minuten een hattrick en was de eerste speler die een hattrick kon scoren in de Recopa. 

## Deelnemers
| Club     | Stad         | Gekwalificeerd als              | Deelnames |
| -------- | ------------ | ------------------------------- | --------- |
| Grêmio   | Porto Alegre | Kampioen Campeonato Gaúcho 2022 | 5de       |
| São Luiz | Ijuí         | Kampioen Copa FGF 2022          | 1ste      |

## Recopa
|                 |                                      |       |                     |                                                                           |
| 17 januari 2023 | Grêmio                               | 4 – 1 | São Luiz            | Arena do Grêmio Toeschouwers: 49.614 Scheidsrechter: Leandro Pedro Vuaden |
| 17 januari 2023 | Luis Suárez 4', 30', 37' Bitello 15' |       | 13' Paulinho Santos | Arena do Grêmio Toeschouwers: 49.614 Scheidsrechter: Leandro Pedro Vuaden |

| Grêmio | São Luiz |

| Recopa Gaúcha de 2023      |
| Porto Alegre               |
| -------------------------- |
| GRÊMIO Kampioen (4° titel) |